# Der eingebildete Kranke oder Die Kabale der Scheinheiligen
Der eingebildete Kranke oder Die Kabale der Scheinheiligen (ungarischer Originaltitel: A képzelt beteg, avagy őfelsége komédiása) ist eine Oper in zwei Akten von János Vajda (Musik) mit einem Libretto von Szabolcs Várady nach Le malade imaginaire von Molière und Die Kabale der Scheinheiligen von Michail Bulgakow. Die Uraufführung fand am 30. Oktober 2020 durch die Ungarische Staatsoper in den Eiffel Art Studios in Budapest statt.

## Handlung

### Vorspiel
Molière bedankt sich im Namen seiner Theatertruppe bei König Ludwig XIV. für seine Gunst und lädt ihn ein, der Aufführung einer Komödie beizuwohnen.

### Erster Akt
Der von Molière selbst gespielte Argan ist ein Hypochonder. Sein ganzes Leben dreht sich nur noch um seine eingebildeten Krankheiten und die von Dr. Purgot verschriebenen Medikamente und Einläufe. Zu Beginn des ersten Akts rechnet er die hohen Kosten dafür zusammen. Er ist fest davon überzeugt, dass sie ihren Preis wert sind. Seine Dienerin Toinette jedoch hält seine Ärzte für Scharlatane.
Argans Tochter Angélique schwärmt Toinette von ihrem Geliebten Cléante vor, den sie unbedingt heiraten will. Er hat ihr bereits in einem Brief angekündigt, dass er um ihre Hand anhalten wolle.
Argan informiert seine Tochter darüber, dass jemand um sie angehalten und er zugestimmt habe. Angélique nimmt an, es handle sich um Cléante. Ihre Enttäuschung ist groß, als sie erfährt, dass sie stattdessen Purgots Sohn Théophile heiraten soll. Obwohl Angélique ihn auf ihre Liebe zu Cléante hinweist, bleibt Argan hart. Seine Zukunft sei nur gesichert, wenn er einen Arzt als Schwiegersohn habe. Toinette steht Angélique bei: Sie brauche keinen Arzt, sondern einen Ehemann. Der Streit eskaliert immer mehr, bis Argan zusammenbricht.
Argan weint sich bei seiner Frau Béline, Angéliques Stiefmutter, aus und beklagt sich über die aufsässige Dienerin, die er am liebsten entlassen würde. Béline weist darauf hin, dass gute Dienstmädchen schwer zu finden seien. Sie stellt Toinette dennoch zur Rede. Diese streitet alles ab. Sie sei lediglich der Meinung, dass Angélique nicht so leichtfertig verheiratet werden solle. Besser sei es, sie ins Kloster zu schicken. Dies hatte Béline schon länger gewünscht, und so beharrt sie darauf, dass Toinette bleibt und sich weiterhin um Argans Wohlbefinden kümmert. Béline tröstet ihren Mann noch ein bisschen. Der erklärt nun, dass er sein Testament ändern und ihr seinen ganzen Besitz vermachen wolle. Béline weist ihn auf ein Gesetz hin, demzufolge ein Ehemann sein Vermögen nicht seiner Frau hinterlassen dürfe, sondern grundsätzlich alles an die Nachkommen gehe. Es gebe allerdings Wege, dies zum umgehen. Argan schenkt ihr sogleich 20000 Goldfranken, die unter seinem Kopfkissen liegen. Sie geht hinaus, um das Geld zu suchen.
Cléante stellt sich Toinette und Argan als Vertretung von Angéliques angeblich erkranktem Gesangslehrer vor. Diese wird hereingerufen. Wenig später erscheinen Purgot und sein Sohn, um der Familie ihre Aufwartung zu machen. Théophile will ebenfalls Arzt werden, ist allerdings geistig eher minderbemittelt und beschränkt sich bei seinen Grußworten an Angélique auf auswendig gelernte Phrasen. Sein Vater erklärt das damit, dass ihm Lernen schwer falle. Er habe erst mit neun Jahren Lesen gelernt und schenke neuen wissenschaftlichen Erkenntnissen grundsätzlich keinen Glauben. Théophile überreicht Angélique als Zeichen der Bewunderung seine Dissertation, in der er die „falsche Doktrin der Blutzirkulation“ zurückweist. Außerdem lädt er sie für den folgenden Tag ein, der Obduktion einer Frau beizuwohnen, bei der er seine These darlegen will. Purgot versichert, dass Théophile in jeder Hinsicht für die Ehe geeignet und sein „Reproduktionsorgan“ ordentlich ausgebildet sei. Argan weist Angéliques Einwände schnell zurück und bittet Purgot um eine Behandlung der durch ihren Widerspruch hervorgerufenen Schmerzen. Purgot überlässt die Diagnose seinem Sohn und stimmt dann ihm in allen Punkten zu, obwohl sie sich deutlich von seinen eigenen früheren Aussagen unterscheiden. Anschließend bittet Argan seine Tochter, ein Lied vorzutragen. Sie improvisiert zusammen mit ihrem angeblichen Gesangslehrer ein Duett über zwei verliebte junge Leute, deren Väter ihre Ehe untersagen. Argan findet das empörend. Er wirft Cléante hinaus.
Jetzt kehrt auch Béline zurück und lernt ihren künftigen Schwiegersohn Théophile kennen. Angélique fleht ihren Vater an, ihr mehr Zeit zu geben. Sie wäre lieber eine Nonne als die Frau eines ungeliebten Mannes. Argan beschließt daraufhin, sie ins Kloster zu stecken. Chaos bricht aus. Théophile ist völlig verwirrt.

### Zwischenspiel
Ludwig XIV. empfängt Molière während seines Abendessens. Er lobt die Werke des Dichters, ermahnt ihn aber zugleich, die heilige Kirche zu respektieren. Dann genehmigt er die Aufführung des neuen Stücks im Palais Royal.

### Zweiter Akt
Toinette beschließt, Angélique mit einer List vor der Zwangsehe zu retten. Der Widerstand seiner Tochter hat Argan so schwer getroffen, dass er glaubt, sterben zu müssen. Toinette stellt seine Entscheidung, Angélique ins Kloster zu schicken, in Frage. Er bleibt jedoch dabei. Toinette redet ihm ein, dass er das Gedächtnis verloren habe – ein Seiteneffekt seiner Medikamente. Da keine Medizin mehr im Haus ist, lässt er Purgot und Théophile holen.
Toinette fängt die beiden, die Argan verschiedene Einläufe verschreiben wollen, ab, und behauptet, Argan habe sich bereits wieder erholt. Purgot entlässt ihn empört aus der Behandlung, zählt auf, was für schlimme Folgen dieses Verhalten haben könne, und verlässt mit seinem Sohn das Haus. Toinette macht Argan weis, dass die beiden Ärzte ihn im Stich gelassen hätten. Da trifft ein anderer Arzt ein – der als reisender Wunderdoktor verkleidete Cléante. Der behauptet nach einer kurzen Untersuchung des Patienten, dass alle bisherigen Verschreibungen völlig falsch seinen. Stattdessen müsse man seinen Arm amputieren und das rechte Auge ausstechen. Zwischendurch gibt er sich Angélique zu erkennen.
Nachdem Cléante gegangen ist, erklärt Argan, dass er ihren Versuch durchschaue. Er beharrt darauf, Angélique ins Kloster zu schicken. Toinette entgegnet, dass dies lediglich der Wunsch seiner Frau sei, die auf diese Weise an sein Geld kommen wolle. Um Béline auf die Probe zu stellen, solle Argan seinen Tod vortäuschen und ihre Reaktion beobachten. So geschieht es. Angélique versteckt sich, und Toinette erzählt Béline mit gespielter Trauer von Argans Ableben. Béline hingegen zeigt keinerlei Trauer. Sie nennt ihren Mann einen „stinkenden Misthaufen“ und fängt an, nach seinem Geld zu suchen. Argan steht auf und wirft Béline ihre Boshaftigkeit vor, die er jetzt erkannt habe. Sie verlässt mit wüsten Beschimpfungen das Zimmer.
Cléante kehrt zurück und erklärt, dass er gekommen sei, um den Toten wiederzubeleben. Da Argan bereits wach ist, verspricht er, stattdessen die letzten Reste seiner Krankheit beseitigen. Erschrocken erklärt Argan, dass es ihm gut gehe. Cléante bittet ihn nun um die Hand seiner Tochter, die Argan ihm zuerst verweigert, weil sie ihren Gesanglehrer liebe. Angélique und Cléante klären alles auf, und Argan stimmt schließlich zu. Er wolle nur seinen Arm und sein Auge behalten. Cléante empfiehlt ihm, selbst Arzt zu werden. Dann könne er sich selbst heilen. Alles was er dazu benötige, seien eine Robe und ein Doktorhut. Zufällig befinde sich ein Prüfungskomitee in der Nähe. Er könne daher gleich sein Diplom erhalten.

### Nachspiel
Ludwig XIV. entlässt Molière wegen seiner skandalösen Lebensführung. Der Dichter ist zutiefst erschüttert. Er will sich nie wieder so vor jemandem erniedrigen. Dennoch muss die Vorstellung weitergehen.

### Finale
Angélique, Toinette und die anderen Mitwirkenden verkleiden sich als Ärzte, um Argan die Prüfungsfragen zu stellen und ihm seinen Doktortitel zu verleihen. Er antwortet auf alle medizinischen Fragen damit, dass der Patient erst einen Einlauf und dann einen Aderlass erhalten müsse, und erhält seinen Doktorhut. Da bricht Molière, der die Rolle des Argan spielt, zusammen. Der medizinische Notdienst versucht vergeblich, ihn zu retten.

## Gestaltung
Der Komponist János Vajda verwendete hier wie in den meisten seiner Werke eine erweiterte tonale Musiksprache, in die er verschiedene andere Stile integrierte. Er selbst erklärte in einem Interview, dass sie mehrere Jahrhunderte umfasse und „die Volksmusik, die Musik der Renaissance, des Barock, der Klassik und der Romantik, die Musik des 20. Jahrhunderts und sogar die Popmusik“ einschließe.

## Werkgeschichte
Der eingebildete Kranke oder Die Kabale der Scheinheiligen ist nach A Mario és a varázsló (1988, nach Mario und der Zauberer von Thomas Mann), Leonce és Léna (1999, nach Leonce und Lena von Georg Büchner) und Karnyóné (2007, nach Mihály Csokonai Vitéz) die vierte an der Ungarischen Staatsoper gezeigte Oper des ungarischen Komponist János Vajda. Das Libretto verfasste Szabolcs Várady nach Molières Lustspiel Le malade imaginaire Michail Bulgakows Theaterstück Die Kabale der Scheinheiligen, das Molières Leben zum Thema hat und auf dessen Komödie verweist. Ebenfalls beteiligt war die Dramaturgin Diána Eszter Mátrai. Die Idee zu diesem Sujet hatte Vajda selbst. Nach eigener Aussage beabsichtigte er ursprünglich eine Vertonung von Bulgakows Stück, drehte die Verhältnisse der beiden Vorlagen dann aber um, da er fühlte, dass er die passende Musik für Molières Werk gefunden habe und dessen Lebensgeschichte nun den Hintergrund bilden müsse. Weitere Inspiration zogen die Autoren aus dem 1978 erschienenen Film Molière der Regisseurin Ariane Mnouchkine.
Die Uraufführung fand am 30. Oktober 2020 im Rahmen des CAFe Budapest Contemporary Art Festivals durch die Ungarische Staatsoper in den Eiffel Art Studios in Budapest statt. Die musikalische Leitung hatte János Kovács. Regie führte Máté Szabó. Das Bühnenbild stammte von Renátó Cseh, die Kostüme von Anni Füzér. Es sangen András Hábetler (Molière/Argan), Bernadett Wiedemann (Béline), Lilla Horti (Angélique), György Hanczár (Cléante), Éva Bátori (Toinette), István Rácz (Dr. Purgot), Gergely Biri (Théophile) und Szilveszter Ókovács (Louis XIV).
Ein Mitschnitt der Aufführung vom 19. November 2021 wurde als Videostream von Operavision im Internet bereitgestellt.

## Aufnahmen
- 19. November 2021 – János Kovács (Dirigent), Máté Szabó (Regie), Renátó Cseh (Bühne), Anni Füzér (Kostüme), Diána Eszter Mátrai (Dramaturgie), Orchester der Ungarischen Staatsoper.
 András Hábetler (Molière/Argan), Bernadett Wiedemann (Béline), Lilla Horti (Angélique), György Hanczár (Cléante), Éva Bátori (Toinette), István Rácz (Dr. Purgot), Gergely Biri (Théophile), Szilveszter Ókovács (Louis XIV).
 Video; live aus der Miklós-Bánffy-Bühne der Eiffel Art Studios in Budapest.
 Videostream bei Operavision.[3]